# Desplatsia chrysochlamys
Desplatsia chrysochlamys är en malvaväxtart som beskrevs av Gottfried Wilhelm Johannes Mildbraed och Burret. Desplatsia chrysochlamys ingår i släktet Desplatsia och familjen malvaväxter. Inga underarter finns listade i Catalogue of Life.